# University of Birmingham Hockey & Squash Centre
L'University of Birmingham Hockey & Squash Centre est un stade multifonction situé à Edgbaston, dans la banlieue de Birmingham, dans les Midlands de l'Ouest, en Angleterre,.

## À propos
L'Université de Birmingham accueillera les épreuves de squash et de hockey lors des Jeux du Commonwealth de 2022, ainsi que le principal village des athlètes.
Les deux terrains de hockey aux normes internationales, construits en 2017 dans le cadre du réaménagement des installations extérieures de 10 millions de livres sterling (14 millions de dollars/11,5 millions d'euros), ont été recouverts de moquette avant les Jeux.
Des sièges temporaires pour environ 6 000 spectateurs et invités accrédités seront construits autour du terrain de compétition principal.
En 2017, l'Université a ouvert un nouveau centre de sport et de remise en forme de 55 millions de livres sterling (76,57 millions de dollars / 63,4 millions d'euros) qui comprend six courts de squash avec des murs réglables pour des courts en double plus grands pendant les Jeux.
L'arène intérieure de 2 000 m² abritera également un court de squash tout en verre, avec plus de 2 000 places pour les spectateurs et les invités accrédités.
Les autres installations sportives de l'Université comprennent une piscine de 50 m et une piste d'athlétisme.
Accessibilité : Une gamme d'installations accessibles temporaires et existantes sera disponible, y compris des toilettes à langer. Veuillez noter qu'il n'y a pas de stationnement sur ou à proximité du site, à l'exception du stationnement limité avec badge bleu.
Voiturette de golf accessible : Pour faciliter l'accès à l'ensemble du site, un service de voiturette de golf accessible sera mis en place entre la station University et le site.